# Салва (Румунія)
Салва (рум. Salva) — комуна у повіті Бистриця-Несеуд в Румунії. До складу комуни входить єдине село Салва.
Комуна розташована на відстані 346 км на північ від Бухареста, 22 км на північний захід від Бистриці, 82 км на північний схід від Клуж-Напоки.

## Населення
За даними перепису населення 2002 року у комуні проживали 4402 особи.
Національний склад населення комуни:
| Національність | Кількість осіб | Відсоток |
| -------------- | -------------- | -------- |
| румуни         | 4397           | 99,9%    |
| угорці         | 4              | 0,1%     |
| німці          | 1              | < 0,1%   |

Рідною мовою назвали:
| Мова      | Кількість осіб | Відсоток |
| --------- | -------------- | -------- |
| румунська | 4399           | 99,9%    |
| угорська  | 3              | 0,1%     |

Склад населення комуни за віросповіданням:
| Релігія        | Кількість осіб | Відсоток |
| -------------- | -------------- | -------- |
| православні    | 4219           | 95,8%    |
| греко-католики | 113            | 2,6%     |
| п'ятдесятники  | 55             | 1,2%     |
| римо-католики  | 12             | 0,3%     |

## Зовнішні посилання
- Дані про комуну Салва на сайті Ghidul Primăriilor